# Petrella Salto

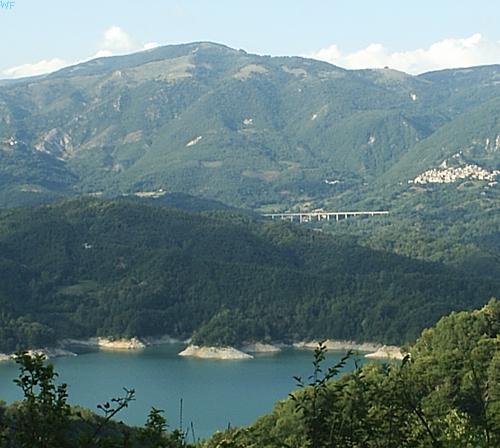
Petrella über dem Saltostausee

Petrella Salto ist eine Gemeinde in der Provinz Rieti in der italienischen Region Latium mit 1025 Einwohnern (Stand 31. Dezember 2023). Der Ort liegt ca. 70 Kilometer nordöstlich von Rom.

## Geographie
Der Ort befindet sich im Tal des Salto oberhalb des Saltostausees, umgeben von den Bergen der Reatinischen Abruzzen. Er ist Mitglied der Comunità Montana Salto Cicolano.
Die Gemeinde besteht aus den Ortsteilen Borgo San Pietro, Capradosso, Castel Mareri, Cerreta, Colle della Sponga, Colle Rosso, Diga Salto, Fiumata, Offeio, Oiano, Pagliara, Petrella Salto, Piagge, San Martino, Staffoli und Teglieto.

## Geschichte
Das Gebiet der Gemeinde ist seit der Antike besiedelt. Allerdings handelte es sich dabei um verstreute Gehöfte. Erst mit der Bedrohung durch die Sarazenen ab dem 9. Jahrhundert konzentrierte sich die Bevölkerung in leichter zu verteidigenden Ortschaften. Hier zuerst im heutigen Ortsteil Capradosso, später auch in Petrella und Staffoli. Ab dem 12. Jahrhundert gelangte das Gebiet unter die Herrschaft der Familie Mareri, aus der die bekannte Äbtissin Philippa Mareri hervorging, die im Ortsteil Borgo San Pietro ein Klarissinenkloster gründete. Die Mareri, die auf der Seite der Staufer standen, verloren mit der Gefangennahme von Konradin 1268 ihren Besitz im Saltotal an Karl von Anjou. Ihre Burg in Mareri wurde zerstört. 1305 konnte Francesco II. Mareri einen großen Teil des Familienbesitzes zurückerlangen. Das Territorium blieb aber ein Teil des Königreichs Neapel. Die Residenz der Mareri wurde nach Petrella verlegt. Die letzte Gräfin Mareri, die verwitwete Maria Costanza, verkaufte schließlich 1532 den Besitz an Kaiser Karl V., der das Gebiet wiederum an Pompeo Colonna gab. Ab 1595 wohnte Francesco Cenci, als Gast des Marzio Colonna, mit seiner Familie auf der Burg und wurde dort 1598 von seiner Tochter Beatrice und ihren Brüdern umgebracht, eine Tat, die in vielen Opern und literarischen Werken verarbeitet wurde.
Nachdem die Gemeinde Petrella für lange Zeit ins Abseits gelangt war, erlebt sie seit einigen Jahren durch den Tourismus wieder einen Aufschwung.

## Bevölkerungsentwicklung
| Jahr      | 1861 | 1881 | 1901 | 1921 | 1936 | 1951 | 1971 | 1991 | 2001 | 2019 |
| Einwohner | 4179 | 4674 | 5007 | 5026 | 5000 | 4493 | 2334 | 1608 | 1326 | 1097 |

Quelle: ISTAT

## Politik
Gaetano Micaloni (Lista Civica: Insieme Per Progredire) wurde am 26. Mai 2019 als Bürgermeister bestätigt.

## Feste
- Am dritten Sonntag im Februar wird eine Prozession zu Ehren der heiligen Philippa Mareri in Borgo San Pietro abgehalten.
- Am letzten Juliwochenende findet in San Martino die Trüffelmesse statt.
- Anfang August findet das Cinema sotto le Stelle (Kino unter den Sternen) statt.

## Sehenswürdigkeiten
- Die Burg Rocca di Petrella wurde 1170 zum ersten Mal erwähnt. Von der heutigen Ruine hat man einen weiten Blick ins Saltotal. Hier wurde Francesco Cenci ermordet.
- Im Ort stehen die Renaissancepaläste Palazzo Mareri und Palazzo Baronale aus dem 14. Jahrhundert, die im 16. Jahrhundert von den Colonna umgestaltet wurden.

## Söhne und Töchter des Ortes
- Philippa Mareri (1200–1236), Schülerin des heiligen Franziskus und Gründerin eines Klosters im Ortsteil Borgo San Pietro.